# لو کروزو
شهر لو کروزو (به فرانسوی: Le Creusot) در شهرستان سئونه لوآر در ناحیه بورگوین با جمعیت ۲۳٬۸۱۳ نفر در کشور فرانسه واقع شده‌است